# IM+
IM+ — кроссплатформенная программа обмена мгновенными сообщениями для мобильных устройств, а также кроссплатформенное веб-приложение. Поддерживает протоколы  Twitter, Facebook, Google Talk, XMPP, Yahoo!, AOL Instant Messenger, ICQ, Myspace, Windows Live Messenger/MSN, ВКонтакте, Mail.Ru Агент, Я.Онлайн, Одноклассники.ru.
Позволяет обмениваться файлами, сохраняет историю, допускает чат сразу с несколькими собеседниками, поддерживает скины и графические смайлики.

## Платформы
Существуют версии для платформ:
- iOS
- Android
- Windows 8
- Windows Phone
- RIM BlackBerry
- Windows Mobile Pocket PC
- Windows Mobile Smartphone
- Symbian S60
- Symbian UIQ
- Palm OS
- HP/Palm webOS
- J2ME